# رودري
رودريغو هيرنانديز كاستانتي (بالإسبانية: Rodri)‏ (تلفظ بالإسبانية: ‎/roˈðɾiɣo eɾˈnandeθ kasˈkante/‏؛ مواليد 22 يونيو 1996)، المعروف بـ رودري (تلفظ بالإسبانية: ‎/ˈroðɾi/‏) هو لاعب كرة قدم إسباني يلعب في مركز الوسط مع نادي مانشستر سيتي ومنتخب إسبانيا لكرة القدم. لعب مع منتخبات إسبانيا للشباب، وشارك لأول مرة مع المنتخب الإسباني الأول في عام 2018.

## مسيرته الكروية

### فياريال
وُلد رودري في مدريد، وانضم إلى أكاديمية شباب أتلتيكو مدريد في عام 2007 وهو في سن 11 عامًا، عن طريق رايو ماخاداهوندا. تم التخلي عنه في عام 2013 بسبب "نقص قوته البدنية"، ووقع بعد ذلك مع فياريال.
في 7 فبراير 2015، بينما كان لا يزال صغيراً، قدم رودري أول مباراة له مع الفريق الاحتياطي، حيث دخل كبديل متأخر في مباراة الفوز 3–1 خارج أرضه ضد إسبانيول ب في الدوري الإسباني الدرجة الثانية بي. شارك في لأول مباراة كأساسي بعد 15 يومًا، بفوزه 2–0 على ريال سرقسطة ب.
شارك رودري للمرة الأولى مع الفريق الأول في 17 ديسمبر 2015، حيث لعب كأساسي في الفوز 2–0 على أرضه أمام هويسكا في كأس الملك. كان ظهوره الأول في الدوري الأسباني في 17 أبريل 2016، عندما دخل كبديل في الشوط الثاني عن دينيس سواريز في مباراة الخسارة 1–2 أمام رايو فايكانو.
في 4 ديسمبر 2017، بعد أن أثبت نفسه بالفعل في التشكيلة الأساسية، جدد رودري عقده حتى عام 2022. سجل هدفه الأول في المستوى الأعلى الإسباني في 18 فبراير 2018، في مباراة التعادل 1–1 أمام إسبانيول.

### أتلتيكو مدريد
في 24 مايو 2018، عاد رودري إلى أتلتيكو مدريد بعد أن توصل النادي إلى اتفاق مع فياريال بخصوص انتقاله. وقع عقدًا مدته خمس سنوات مع نادي مدريد،  مقابل رسوم انتقال بلغت حوالي 20 مليون يورو بالإضافة إلى 5 ملايين في إضافات.

### مانشستر سيتي
في 3 يوليو 2019، دفع مانشستر سيتي قيمة الشرط الجزائي لرودري والبالغ 70 مليون يورو، مما مكنه من شراء ما تبقى من عقده من أتلتيكو مدريد ومغادرة النادي. وقع عقدًا مدته خمس سنوات.

## مسيرته الدولية
بعد اللعب مع إسبانيا تحت 16 سنة وتحت 19 سنة وتحت 21 سنة، تم استدعى رودري لأول مرة للمشاركة مع المنتخب الإسباني الأول في 16 مارس 2018 لمباراتين وديتين ضد ألمانيا والأرجنتين. شارك لأول مرة بعد خمسة أيام، حيث دخل كبديل عن تياغو ألكانتارا في وقت متأخر من مباراة التعادل 1–1 ضد ألمانيا في دوسلدورف.

## الإحصائيات

### النادي
آخر تحديث 22 سبتمبر 2024.
| النادي        | الموسم   | الدوري                         | الدوري | الدوري  | الكأس  | الكأس   | كأس الرابطة | كأس الرابطة | أوروبا | أوروبا  | أخرى   | أخرى    | المجموع | المجموع |
| النادي        | الموسم   | الدرجة                         | الظهور | الأهداف | الظهور | الأهداف | الظهور      | الأهداف     | الظهور | الأهداف | الظهور | الأهداف | الظهور  | الأهداف |
| ------------- | -------- | ------------------------------ | ------ | ------- | ------ | ------- | ----------- | ----------- | ------ | ------- | ------ | ------- | ------- | ------- |
| فياريال ب     | 2014–15  | الدوري الإسباني الدرجة الثانية | 7      | 0       | —      | —       | —           | —           | —      | —       | —      | —       | 7       | 0       |
| فياريال ب     | 2015–16  | الدوري الإسباني الدرجة الثانية | 34     | 2       | —      | —       | —           | —           | —      | —       | 2      | 0       | 36      | 2       |
| فياريال ب     | المجموع  | المجموع                        | 41     | 2       | —      | —       | —           | —           | —      | —       | 2      | 0       | 43      | 2       |
| فياريال       | 2015–16  | الدوري الإسباني                | 3      | 0       | 3      | 0       | —           | —           | 0      | 0       | 0      | 0       | 6       | 0       |
| فياريال       | 2016–17  | الدوري الإسباني                | 23     | 0       | 4      | 0       | —           | —           | 4      | 1       | 0      | 0       | 31      | 1       |
| فياريال       | 2017–18  | الدوري الإسباني                | 37     | 1       | 4      | 0       | —           | —           | 6      | 0       | 0      | 0       | 47      | 1       |
| فياريال       | المجموع  | المجموع                        | 63     | 1       | 11     | 0       | —           | —           | 10     | 1       | 0      | 0       | 84      | 2       |
| أتلتيكو مدريد | 2018–19  | الدوري الإسباني                | 34     | 3       | 4      | 0       | —           | —           | 8      | 0       | 1      | 0       | 47      | 3       |
| مانشستر سيتي  | 2019–20  | الدوري الإنجليزي الممتاز       | 35     | 3       | 4      | 0       | 4           | 1           | 8      | 0       | 1      | 0       | 52      | 4       |
| مانشستر سيتي  | 2020–21  | الدوري الإنجليزي الممتاز       | 34     | 2       | 4      | 0       | 5           | 0           | 10     | 0       | —      | —       | 53      | 2       |
| مانشستر سيتي  | 2021–22  | الدوري الإنجليزي الممتاز       | 33     | 7       | 2      | 0       | 0           | 0           | 10     | 0       | 1      | 0       | 46      | 7       |
| مانشستر سيتي  | 2022–23  | الدوري الإنجليزي الممتاز       | 36     | 2       | 4      | 0       | 3           | 0           | 12     | 2       | 1      | 0       | 56      | 4       |
| مانشستر سيتي  | 2023–24  | الدوري الإنجليزي الممتاز       | 34     | 8       | 4      | 0       | 0           | 0           | 8      | 1       | 4      | 0       | 50      | 9       |
| مانشستر سيتي  | 2024–25  | الدوري الإنجليزي الممتاز       | 2      | 0       | 0      | 0       | 0           | 0           | 1      | 0       | 0      | 0       | 3       | 0       |
| مانشستر سيتي  | المجموع  | المجموع                        | 174    | 22      | 18     | 0       | 12          | 1           | 49     | 3       | 7      | 0       | 260     | 26      |
| الإجمالي      | الإجمالي | الإجمالي                       | 310    | 27      | 33     | 0       | 12          | 1           | 67     | 4       | 10     | 1       | 432     | 33      |

1. 1 2 3 4 5 6 7  المباريات في دوري أبطال أوروبا
2. ↑  المباريات في كأس السوبر الأوروبي
3. 1 2 3  المباريات في درع المجتمع الإنجليزي
4. ↑  ظهور واحد في درع الاتحاد الإنجليزي للمجتمع، وظهور واحد في كأس السوبر الأوروبي، وظهورين في كأس العالم للأندية

## الإنجازات

### النادي
أتلتيكو مدريد
- كأس السوبر الأوروبي (1): 2018[27]

 مانشستر سيتي
- الدوري الإنجليزي الممتاز (4): 2020–21، 2021–22، 2022–23، 2023–24
- كأس الاتحاد الإنجليزي (1): 2022–23
- كأس رابطة الأندية الإنجليزية المحترفة (2): 2019–20، 2020–21
- درع المجتمع الإنجليزي (1): 2019
- دوري أبطال أوروبا (1): 2022–23
- كأس السوبر الأوروبي (1): 2023
- كأس العالم للأندية (1): 2023

 إسبانيا
- بطولة أمم أوروبا (1): 2024
- دوري الأمم الأوروبية (1): 2022–23

 إسبانيا تحت 19
- بطولة أوروبا تحت 19 سنة لكرة القدم (1): 2015[28]

### الفردية
- جائزة الكرة الذهبية: 2024
- أفضل لاعب في دوري أبطال أوروبا: 2022–23[29]
- أفضل فريق في بطولة أمم أوروبا: 2024
- أفضل لاعب في بطولة أمم أوروبا: 2024
- جائزة الذهبية أفضل لاعب في كأس العالم للأندية: 2023[30]

## وصلات خارجية
- رودري على موقع الاتحاد الدولي (مؤرشف)  (الإنجليزية)
- رودري على موقع الاتحاد الأوربي (الإنجليزية)
- رودري على موقع قاعدة بيانات كرة القدم.إي يو (الإنجليزية)
- رودري على موقع ليكيب (الفرنسية)
- رودري على موقع ناشيونال فوتبول تيمز (الإنجليزية)
- رودري على موقع Soccerbase.com (لاعب) (الإنجليزية)
- رودري على موقع Soccerway.com (الإنجليزية)
- رودري على موقع عالم كرة القدم.نت (الإنجليزية)
- رودري على موقع كووورة
- رودري على موقع AS.com (الإسبانية)